# هانز سبان
هانز سبان (بالهولندية: Hans Spaan) هو متسابق دراجات نارية سابق هولندي بدأ مسيرته في سباقات الدرجات النارية سنة 1980. نافس في سباقات بطولة العالم لفئة 125 سي سي ولفئة 50 سي سي.

## روابط خارجية
- هانز سبان على موقع MotoGP.com (الإنجليزية)